# 蒙泰拉巴泰
蒙泰拉巴泰（義大利語：Montelabbate），是意大利佩萨罗-乌尔比诺省的一个市镇。总面积19.57平方公里，人口6482人，人口密度331.2人/平方公里（2008年）。ISTAT代码为041036。